# C POSIX 라이브러리
C POSIX 라이브러리는 C 표준 라이브러리 POSIX에 대한 시스템 사양이다. 이것은 ANSI C의 표준으로 동시에 개발되었다. POSIX는 추가적인 기능을 표준 C를 사용하는 사람들에게 소개를 했고, 이러한 노력으로 POSIX와 표준 C를 호환되도록 만들 수 있었다.

## C POSIX 라이브러리 헤더 파일
| 헤더 파일       | 설명                                                |
| --------------- | --------------------------------------------------- |
| <cpio.h>        | 특별한 숫자의 cpio 아카이브 형식임.                 |
| <dirent.h>      | 디렉터리의 개방과 목록 확인을 허용함.               |
| <fcntl.h>       | 파일을 열고, 잠금 및 다른 작업을 할 수 있음.        |
| <grp.h>         | 사용자 그룹 정보를 제어함.                          |
| <pthread.h>     | POSIX 스레드를 생성하고 조작하기 위한 API를 정의함. |
| <pwd.h>         | 패스워드 (사용자 정보)를 접근하고 제어할 수 있음.   |
| <sys/ipc.h>     | 프로세스 간 통신 IPC.                               |
| <sys/msg.h>     | POSIX 메시지 큐.                                    |
| <sys/sem.h>     | POSIX 세마포어.                                     |
| <sys/stat.h>    | 파일 정보 (통계분석) 등.                            |
| <sys/time.h>    | 시간과 날짜 기능과 구조.                            |
| <sys/types.h>   | 어떤 곳에서든지 사용되는 다양한 데이터 유형.        |
| <sys/utsname.h> | uname에 관련된 구조들.                              |
| <sys/wait.h>    | 종료된 자식 프로세스의 상태 (대기 참조).            |
| <tar.h>         | 압축(tar)된 아카이브 형식의 특별한 숫자.            |
| <termios.h>     | 터미널 입출력(I/O) 인트페이스를 허용함.             |
| <unistd.h>      | 다양한 필수 POSIX 함수와 상수.                      |
| <utime.h>       | 아이노드(inode) 접근과 수정시간.                    |

## 참조
- Official List of headers in the POSIX library on opengroup.org
- Lists headers in the POSIX library
- Description of the posix library from the Flux OSKit

## 더 읽어보기
- Gallmeister, Bill (1995년 1월 1일), 《POSIX.4 Programmers Guide: Programming for the Real World》 1판, 오라일리 미디어, 564쪽, ISBN 1-56592-074-0